# Kopalnia Victoria (stacja kolejowa)
Kopalnia Victoria – zlikwidowana towarowa stacja kolejowa w Wałbrzychu, w województwie dolnośląskim, w Polsce. Położona na linii kolejowej z Wałbrzycha Miasto do Wałbrzycha Fabrycznego. Linia ta została otwarta w 1853 roku jako Wałbrzyska Kolej Węglowa (niem. Waldenburger Kohlenbahn). Odcinek z Wałbrzycha Miasto został otwarty w dniu 1 marca 1853 roku. Odcinek z Kopalni Victoria do Wałbrzycha Fabrycznego został otwarty w dniu 6 października 1853 roku. Na stacji pociągi zmieniały kierunek jazdy. Nie wiadomo dokładnie, kiedy został zlikwidowany na tej linii ruch pasażerski. W latach 70. wieku została częściowo rozebrana.